# Hr.Ms. Zwaardvis (1972)
De Hr.Ms. Zwaardvis (S806) was een Nederlandse onderzeeboot van de Zwaardvisklasse. De boot werd gebouwd door de Rotterdamse scheepswerf RDM. Van 1989 tot 1990 werd de Zwaardvis gemoderniseerd.

## Ernstige averij in 1973
Op 17 juli 1973 ontstond 's nachts op de Noordzee op 20 zeemijl buiten de kust van het Korsfjord bij Stavanger ernstige averij waarbij het leven van de bemanning in gevaar is geweest. Via de snuiver kwam ongeveer 40 ton zeewater in de machinekamer terecht waarbij het schip onbestuurbaar op ongeveer 50 meter diepte terechtkwam. De bemanning slaagde erin om de ballasttanks met lucht te vullen waardoor het schip weer boven water kwam. Het schip werd eerst naar Haakonsvern nabij Bergen en later naar Den Helder gesleept. Na onderhoud op de werf van de RDM werd het schip op 1 juli 1974 weer in gebruik genomen. 

## Verkoop en sloop
Na het uit dienst nemen van de Zwaardvis verkocht de Nederlandse staat de onderzeeboot samen met Hr. Ms. Tijgerhaai in 1995 aan RDM Technology Holding onder voorwaarde dat de onderzeeboten in 2000 zouden worden ontmanteld als ze niet aan een betrouwbare koper werden verkocht. Potentiële kopers waren Indonesië, Egypte en Maleisië. Geen van de drie wilde uiteindelijk de boten kopen. Maar in verband met een mogelijke verkoop lagen de boten inmiddels wel al in een Maleise haven. Het Nederlandse ministerie van defensie was bang dat de scheepswerf in Lumut haar vordering voor onderhoud en liggeld via de rechter zou verhalen door de verkoop van de boten. De Nederlandse staat wilde verhinderen dat de boot of onderdelen, zoals torpedobuizen of radar, in onbevoegde handen zouden geraken. Daarop werd in 2005 een rechtszaak aangespannen tegen RDM. Op 17 augustus kwam de rechter met de uitspraak dat RDM voor oktober 2005 met de sloop van de boten begonnen zou moeten zijn of dat de boten in november 2005 terug moesten zijn in Nederland. Na de uitspraak van de rechter werden de onderzeeboten in 2006 in opdracht van de Nederlandse staat in Maleisië gesloopt en werden de kosten daarvan, 1,4 miljoen euro, verhaald op RDM.